# HGM-25A 타이탄 I
HGM-25A 타이탄 I은 미국의 2번째 ICBM이다. 미국 최초의 ICBM인 SM-65 아틀라스에 이어 개발되었다.

## 역사
마틴 마리에타가 개발했다. 미국 최초의 ICBM인 SM-65 아틀라스와 마찬가지로, 극저온 액체산소와 상온 등유를 사용한다. 타이탄 (로켓)의 최초 모델인데, 그 이후 모델들은 모두 극저온 액체산소가 아니라 상온 하이드라진을 사용했다.
1959년부터 1965년까지 실전배치되어 사용되었다.
1961년 미국 최초로 지하 사일로에서 핫 런치 방식으로 발사되었다. 사일로는 400 m 간격으로 떨어져서 건설되었다.
대통령이 발사명령을 하면, 연료를 주입하여 지하 사일로에서 발사했다. 모두 콜드 런치 방식으로 발사된 것은 아니고, 초기에는 지하 사일로에서 엘레베이터로 지상으로 올린 다음, 지상에서 발사했다. 등유와 액체산소의 연료주입시간은 15분이었다. 명령부터 발사까지 대략 20분이 걸렸다.

## 같이 보기
- 타이탄 (로켓)